# Svetsmått

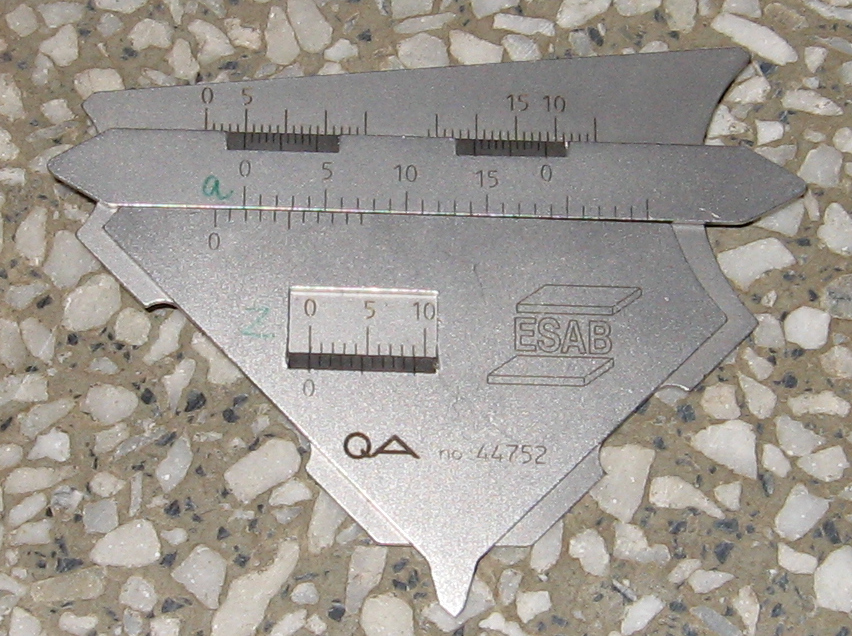
Ett svetsmått för mätning av a-mått, z-mått och svetsråge.

Svetsmått är ett mätdon som används för att mäta storleken på svetsar, men även för mätning av exempelvis fogvinkel, storlek på råge, avstånd mellan plåtar, kantförskjutning, smältdiken, rätkant och annat som är av intresse vid svetsning och svetsar. Svetsmått är ett viktigt verktyg för kontroll av svetsar.